# Behdád Salímí
Behdád Salímí Kordásjábí (persky بهداد سلیمی كردآسیابی‎; * 8. prosince 1989 Káem Šahr) je bývalý íránský vzpěrač supertěžké váhy. Při výšce 198 cm a hmotnosti 165 kg byl znám jako „íránský Herkules“. Byl členem klubu Zob Ahan v Isfahánu. Jeho osobní rekordy jsou 216 kg v trhu, 255 kg v nadhozu a 465 kg ve dvojboji.
V roce 2009 se stal juniorským mistrem světa a mistrem Asie. V roce 2010 získal zlatou medaili na Asijských hrách i na mistrovství světa ve vzpírání. V roce 2011 získal titul na mistrovství Asie i na světovém šampionátu. V roce 2012 získal třetí kontinentální titul v řadě a na olympijských hrách v Londýně vyhrál nejtěžší váhovou kategorii. Po konfliktu s hlavním trenérem byl vyřazen v reprezentace a sezónu 2013 vynechal.
Na Asijských hrách v Inčchonu v roce 2014 byl vlajkonošem íránské výpravy a obhájil zlatou medaili. V roce 2015 skončil druhý na mistrovství světa. Na Letních olympijských hrách 2016 vytvořil v trhu světový rekord 216 kg. V nadhozu vzepřel 245 kg, avšak rozhodčí označili pokus za neplatný. Salímí tak nebyl klasifikován a olympijským vítězem se stal Laša Talachadze, členové íránské výpravy hlasitě protestovali a musela zasáhnout ochranka. Na MS 2017 skončil Salímí na třetím místě. Po třetím vítězství na Asijských hrách v roce 2018 ukončil kariéru.
V červnu 2022 se stal místopředsedou Íránské vzpěračské federace.